# 真・三國無双 ORIGINS
『真・三國無双 ORIGINS』（しん・さんごくむそう オリジンズ）は、コーエーテクモゲームスより2025年1月17日に発売されたSteam、PlayStation 5、Xbox Series X/S専用のアクションゲームである。ジャンルはタクティカルアクション。コンセプトに原点回帰を掲げている。
開発は『真・三國無双5』まで真・三國無双シリーズに携わっていた庄知彦をプロデューサーとするチームで行われた。従来作のように三国志の武将を操作するのではなく、オリジナルの主人公を操作するように変更された。「大陸地図」をフィールドとして人物や施設を訪れたり、戦場に赴いてバトルを始めるといった形になっている。
ストーリー展開は黄巾の乱から赤壁の戦いまでを舞台とし、記憶喪失の武芸者である主人公の視点で物語が進む。中盤で曹操、劉備、孫堅から仕官先を選びストーリーが分岐する。
発売から約一か月で全世界累計出荷本数が100万本を突破している。

## タイトル
本作のタイトルは、「原点回帰」というコンセプトに由来する。ORIGINSは起源という意味があり、シリーズの起源に回帰する、三国志の起源から丁寧に描くといった意味がこめられている。タイトルが決まったのは開発終盤の2024年に入ってからで、今までの真・三國無双シリーズとは大きく作風が変わったためナンバリングをつけないこととした。ナンバリングを付けるかどうかは社内でも大きく議論となったという。

## ゲーム内容

### 大陸地図
本作のフィールドは広大な中国大陸を基にしている。物語を進める「合戦」、重要なアイテムが手に入る「任務」、育成用の小規模ステージの「突発戦」が発生する。街では武器の購入や宿屋での宝玉の生成などができる。大陸地図上に散らばるアイテムを集める収集要素もある。地図上を移動していると情勢や都市の情報などの噂が聞こえてくるようになっており、物語の進行に合わせて噂の内容も変わっていく。無双武将が出現することもあり、「依頼」や「修練」といったミッションを受けてそれを達成することで好感度が上昇、好感度に応じて武将それぞれ固有の絆イベントを見ることができる。

### 強化要素
戦闘での活躍などで武功を獲得でき、それを消費してスキルを解放していく。武器の習熟度によって上がっていく境地レベルを一定数まで上げると新たなスキルツリーが解放されていく。
装備は武器の他に特殊な効果を持つ装飾品や宝玉が存在する。装飾品は任務の報酬、宝玉は探索で手に入る輝石を消費することで手に入る。

### 戦闘システム
アクション面では□ボタンで通常攻撃、△ボタンで強い攻撃という従来のシリーズの操作を踏襲している。
攻撃を繰り返すと「闘気」がたまりそれを使用することで武器に応じた強力な技「武芸」を使用することができる。ガードや回避も可能で、敵の攻撃のタイミングに合わせてガードすることで「弾き返し」が発動し隙を作ることができる。
敵武将は「外功」をまとっており、武芸や弾き返しなどを使用して外功を削りきることで強力な攻撃である「収撃」を使用できるようになる。オレンジ色のエフェクトがある攻撃はガードで防ぐことができないが、武芸の中の「発剄」を当てることを敵の体制を大きく崩し外功を削ることができる。

#### 武器
主人公は剣、槍、手甲、飛圏、朴刀、棍、双戟、矛、偃月刀の9種類の武器を使用でき、それぞれの武器に特殊なアクションが用意され差別化されている。ゲーム開始時に使用できる武器は剣のみで、戦場でのドロップなどで使える武器が増えていく。各武器には「習熟度」が存在し使い込んでいくと新たな武芸の習得などの恩恵がある。クリア後の2週目からは「方天画戟」が使用できるようになる。

#### 護衛兵
本作は過去作に存在した護衛兵システムが復活している。護衛兵に「戦法」を指示することで突撃や矢での攻撃などを行わせることができる。戦法は十数種類を取得できその中から3つを選ぶ形式となっている。「任務」を達成することで護衛兵の人数や使用できる戦法を増やすことができる。

#### 随行武将
主人公の相棒として行動を共にしてくれる武将で各勢力3人ずつ存在する。特定のゲージを消費することで一時的に操作を交代することができる。随行武将は圧倒的な強さを体感できるように調整されている。
| 陣営     | 随行武将          | 随行武将          | 随行武将          |
| -------- | ----------------- | ----------------- | ----------------- |
| 曹操陣営 | 夏侯惇            | 郭嘉              | 張遼              |
| 孫堅陣営 | 黄蓋              | 孫尚香            | 周瑜              |
| 劉備陣営 | 関羽              | 張飛              | 趙雲              |
| その他   | 呂布（2周目以降） | 呂布（2周目以降） | 呂布（2周目以降） |

## 物語の構造

### ストーリー
本作のストーリーは黄巾の乱から赤壁の戦いまでを描いている。三国志の魅力をしっかりと伝えるため、黄巾の乱はその背景から丁寧に描いて物語に入っていけるようにしている。
物語は主人公が飢饉に苦しむ村を訪れたシーンから始まり、関羽や黄巾党を率いる張角と共に悪徳な搾取を行う官吏と戦うことになる。
ストーリーは大きく曹操陣営、孫堅陣営、劉備陣営の三つに分岐する。序盤は同じ道筋を辿り各勢力の人物と交流していく。中盤で主人公は曹操、孫堅、劉備いずれかの陣営を選択して所属することとなる。

### 登場人物

#### 主人公
デフォルトの名前は「無名」。漆黒の短髪に、暁天を思わせる青紫色の瞳の青年。記憶を喪失した武芸者で、戦場を俯瞰できる「霊鳥の眼」という能力を持ち、その戦いぶりを目に留めた曹操から『紫鸞』と呼ばれるようになる。紫鸞の『鸞』とは中国の神話上の霊鳥の名前である。「太平の世」を目指すという使命のみは覚えており、英傑たちとの出会いの中で次第に自分の過去を思い出していく。
デザインは各勢力のカラーである曹操の青、孫堅の赤、劉備の緑のいずれでもない黒系を基調とし、「放浪している旅の武芸者」をコンセプトとしている。

#### 元化
冀州の山奥で出会う医者。主人公の記憶喪失の治療のために旅に同行することになる。

#### 朱和
時折主人公の前に現れる女性。主人公と同じ服装をしており、主人公の過去を知っている素振りを見せる。なお、「和」とは鸞の対となる雌を指す。

#### 司馬徽
水鏡庵で主人公と無双武将の絆をとりなしてくれる人物。中盤から役目を弟子の龐統に任せて姿を消す。

#### 無双武将
| 曹操陣営 | 劉備陣営 | 孫堅陣営 | その他 |
| -------- | -------- | -------- | ------ |
| 曹操     | 劉備     | 孫堅     | 張角   |
| 夏侯惇   | 関羽     | 周瑜     | 董卓   |
| 張遼     | 張飛     | 孫尚香   | 呂布   |
| 郭嘉     | 趙雲     | 黄蓋     | 貂蝉   |
| 夏侯淵   | 諸葛亮   | 孫権     | 袁紹   |
| 典韋     | 周倉     | 孫策     | 袁術   |
| 張郃     | 月英     | 呂蒙     | 華雄   |
| 甄姫     | 徐庶     | 周泰     | 陳宮   |
| 荀攸     |          | 太史慈   | 龐統   |
| 許褚     |          | 韓当     |        |
| 李典     |          | 程普     |        |
| 于禁     |          | 魯粛     |        |
| 徐晃     |          | 甘寧     |        |
| 楽進     |          | 凌統     |        |
| 賈詡     |          |          |        |
| 荀彧     |          |          |        |

## 開発

### 背景
本作が開発される前には開発中止となったタイトルが存在した。2018年発売の『真・三國無双8』の続編として開発されており、プレイアブル武将をたくさん出す『真・三國無双7』の方向性を拡張したものとなっていた。PlayStation 5をはじめとする現行機が出てくるとそのスペックを生かして“今だからこそ作れる最高の無双”を作れないかという話になりいったん開発は白紙となった。
前作の『真・三國無双8』では、オープンワールドを取り入れたものの、評判は賛否両論となっていた。シリーズの未来について議論した結果、三國無双シリーズの魅力は自由度の高い攻略と三国志の戦場をシミュレートする面白さであると結論づけた。シリーズの初期作はこの要素が強かったためコンセプトとして原点回帰を掲げた。
2021年の後半ごろから開発が始まり、2025年1月に発売された。

### 開発体制
本作は庄知彦が全体のプロデューサーを担当した。庄は『真・三國無双』から「5」までシリーズ作品の開発に携わっており、本作で開発に戻ってきた形となる。ディレクターは物語やRPG部分は関口和敏、アクション部分は大島光洋が担当した。

### 物語の設定
本作のストーリーは、三国志演義を知らない人に対しても丁寧に魅力を伝え、かつ登場人物の細かな掘り下げを行っている。三国志演義は膨大なボリュームがあり、その全てを一本のゲームに収めようとすると本来描きたいものが描けなくなるため、3つの陣営が一同に介する赤壁の戦いまでを描くことにした。また主人公が記憶喪失の青年であることが物語に先立って決まっており、これは何もわからない主人公の視点から三国志を描ける利点があったためである。主人公が部外者のような立場にいることで各武将の主人公にしか見せない一面を見せるといった既存シリーズとは異なる視点で物語を描くこともできたという。

### キャラクター
随行武将以外の武将は黄巾の乱から赤壁の戦いまでの範囲で、三国志をしっかり描くために厳選した38人が登場する。
これまでのシリーズは物語をコンパクトにまとめるために少し誇張してキャラクター付けを行っていたが、本作の武将は『真・三國無双8』のビジュアルを基に物語に合わせるようにアレンジが加えられている。　曹操や劉備などは物語の年代に合わせて若い頃のイメージで表現されている。また、袁紹の「名族」や董卓の「酒池肉林」などのキャラクターを象徴するキーワードの連呼を行わないようにしている。中でも大きく変わったのが張角で、コミカルな要素が多かった過去作から信念のある「イケオジ」に変わっている。黄巾の乱を背景からしっかり描くために自然と本作の張角になったという。
キャラクターボイスはキャラクターの見た目や性格に合わせた声優を起用しており、関羽などは声優の変更がない一方、これまでと大きく変わった張角は竹内良太にキャスティングが変更されるなど声優が変わった武将も存在する。

### 大陸地図
開発当初は2Dマップでステージやイベントを選ぶ形式であったが、三国志の世界を描くためにイベントの数が膨大となり、それらには時系列がバラバラで語られているものもあったため2Dマップでは表現できなくなった。それを解決するため3Dマップ上を歩く形式の大陸地図が生まれたという。他にも、歴史の中での有名な戦いの位置関係や距離感をプレイヤーに感じ取ってほしかったという理由が挙げられている。

### 戦場の臨場感
本作のコンセプトの一つに戦場の臨場感がある。企画立ち上げの段階でプログラマにPlayStation 5で出せる限りの兵士を出してほしいと要望を出しており、その結果、『真・三國無双7』や『真・三國無双8』と比較して10倍以上の兵士数を出すことに成功している。これが実現したのはハードスペックの力も大きかったという。とはいえ、単に兵士数が多いだけでは感動がなかったため臨場感を出すために試行錯誤を行った。兵士に関しては"殺意"を感じられるようなモーションの一新、敵の兵士にとどめを刺すなどの細かなアクションの追加を行った。倒した兵士も戦場に残るようにしてからは臨場感がぐんと上がったという。

### ゲームバランス
真・三國無双シリーズは簡単な操作で敵をなぎ倒せる爽快感が特徴であった。本作では爽快感とゲームとしての歯ごたえの両立に苦慮したという。弾き返しや回避の追加によって程よい歯ごたえのあるバランスになったという。また、様々なアクションを使用するのとただボタンを連打するだけのプレイではあまり撃破スピードに差がつかないようなバランスにしている。これはシステムの理解度でのプレイ結果の差が大きすぎるとどちらかに合わせた極端な調整になってしまうのを避けるためである。
プレイヤーの立ち回りで戦場に変化が起きるようになっており、プレイに自信のあるプレイヤーはいきなり敵の総大将に突っ込んだり、苦手なプレイヤーは味方と連携して進むなどプレイヤーによって異なる戦場体験が得られるようになっている。
戦闘に敗北した際には任意のチェックポイントに巻き戻って再開することができる。このリトライ機能の存在によって高めの難易度のゲームバランスが実現できている。リトライ時には戦況の推移を確認することができ、失敗の原因を分析してやり直せるようになっている。
難易度は易しい順に「歴史を追う者」、「乱世を往く者」、「逆境を覆す者」の3段階が用意されており、難易度によってパラメータだけでなく弾き返しの猶予時間など戦闘の仕様も変化する。

### 音響
サウンドディレクターは、シリーズの音楽を担当してきた小池雅人が務めた。
効果音は群衆音と殺意が感じられるように兵士の掛け声や足音など戦場で聞こえる音はすべて鳴らして戦場の臨場感を演出している。
BGMは、最初は戦闘以外の部分に着手しPRG的なサウンドを目指したという。戦闘BGMは従来のロックサウンドを継承しているものの、多くのBGMにオーケストラパートを用意し戦闘の状況によって変化するようにしBGMでも新たな体験ができるようにしている。
過去作ではイベントのBGMは汎用サウンドを使用するケースが多かったが、本作では各イベントに合わせたBGMを作っていったという。

## 販売

### プロモーション

#### 発売前
本作が最初に発表されたのは2024年5月31日のState of Playであった。アナウンストレーラーが公開され『真・三國無双 ORIGINS』というタイトルや、主人公がオリジナルキャラクターになることなどが明かされた。2024年7月26日には中国のゲームイベント「ChinaJoy 2024（中国語: ChinaJoy） 」でゲームプレイ映像が公開され、序盤のダイジェストや大陸地図などの要素が発表された。
2024年9月26日から29日にかけて行われた東京ゲームショウでは試遊台の設置が行われた。汜水関の戦いステージを15分間の試遊用に大軍団同士の激突や一騎打ちといった要素を体験できるように調整した特別なバージョンとなっている。最後には呂布が現れるがこの呂布はある程度優しめの調整にしているという。なお、呂布の撃破に成功したのはプレイヤーの0.5%ほどであった。

##### 体験版の配信
2024年11月22日に体験版の配信が行われた。董卓と袁紹の戦いである東京ゲームショウ版と同じく汜水関の戦いをプレイでき、武器は剣、偃月刀、朴刀、飛圏の4種から選択できる。この体験版で登場する呂布が「あまりに強すぎる」とSNS上で話題となった。なお、この呂布は体験版専用に特別な調整が入っており、製品版では登場しない。

##### 完成発表会
発売前日の2025年1月16日に完成発表会が実施された。コーエーテクモゲームス取締役常務執行役員の襟川芽衣やプロデューサーの庄知彦が登壇しアーリーアクセス版の評判が好評なことなどを述べた。ゲストに3陣営をイメージした衣装に身を包んだオズワルド・真空ジェシカ・ヤーレンズが登場しシリーズのエピソードトークやゲームの試遊などを行った。

#### 発売後

##### エイプリルフール
2025年4月1日のエイプリルフールとして公式Xで午前に許褚が巨大な肉まんを持っている画像が投稿され、午後には主人公が壺を割ると巨大な肉まんが出現して驚くという内容の動画が投稿された。CGディレクターの吉田春也が作った巨大肉まん画像に対抗して大島光洋と小池雅人が動画を制作したという経緯がある。

### アラビア語版
2024年11月25日、コーエーテクモゲームスはサウジアラビアを拠点とするコンテンツ制作・配給会社のマンガプロダクションズとの提携を発表した。マンガプロダクションが中東、北アフリカでの宣伝と販売、アラビア語へのローカライズを担当するとしている。2025年1月17日、マンガプロダクションはサウジアラビアの首都のリヤドでゲームの発売を記念したイベント「XP25」を開催した。日本からは開発プロデューサーの大場正倫が訪問し現地メディアとのインタビューなどが行われた。アラビア語版は2025年第2上半期の発売を予定している。

## 作品の反響

### 評価
デジタルデラックスエディションの特典としてアーリーアクセスが行われており、発売日時点でのSteam評価は「圧倒的に好評」ステータスとなっていた。
「週刊ファミ通 通巻1882号」に掲載されたファミ通クロスレビューでは10、9、9、10の合計38点と採点され、35点以上のソフトが対象となる「プラチナ殿堂入り」となった。
Game*SparkのFUNは、海外のレビューサイトでは総じて戦闘に対する評価が高く、繰り返しの多さに関しては評価が別れているとしている。
IGN JAPANの山田集佳は、本作を遊んで驚いた点に主人公があらゆる人物から好かれるという点を挙げており、各武将の絆イベントはそれが顕著であったと述べた。目標に向かって努力する主人公に周りの人物が惹かれていくという構造は同じコーエーテクモゲームスの「ネオロマンスシリーズ」との類似を指摘している。プロデューサーの庄知彦は、絆イベントに関して、シナリオ担当とのすり合わせがうまく行っておらず、BL感が出てしまったと述べている。
AUTOMATONのTakayuki Sawahataは、本作の特筆すべき点に攻略の自由度や戦闘システムの奥深さを挙げている。リトライ時に戦況の推移を確認できることや、主人公の強化のスピードがゆるいこと、経験値稼ぎ用のステージが湧き続けることなど「初心者へのフォロー」という点も評価している。ただし、難点としてキャラゲーとしての側面が弱くなった、主人公の個性が弱くストーリーがあっさりしているとも指摘している。

### 売上
本作は2025年1月17日に発売され、発売初週にPlayStation 5版を推計63,805本売り上げ『ドンキーコング リターンズ HD』に次ぐ二番目に売れたゲームとなった。
2025年2月14日、コーエーテクモゲームスは本作の全世界累計出荷本数が100万本を突破、体験版も200万ダウンロードを記録したと発表した。
中国語圏や英語圏でもしっかり売れるように三国志を知らない人でも楽しめることを目指した結果、中国語圏のプレイヤーが全プレイヤーの40%以上を占めている。中国では家庭用ゲーム機が普及していないため本作の売上はPC版の割合がかなり高くなっている。

### 受賞
- 日本ゲーム大賞 2024 - フューチャー部門[58]

## ソフトの種類と関連商品

### ソフトの種類

#### 真・三國無双 ORIGINS
2025年1月17日発売。レーティング:CERO:B。発売元：コーエーテクモゲームス。

#### 真・三國無双 ORIGINS Digital Deluxe
2025年1月17日発売。描き下ろしイラストやキャラクター設定が掲載されたオフィシャルブック、本編で使用されているBGMのアレンジ元の楽曲を収録した原曲コンピレーションアルバム、ゲーム内アイテムと3日間の早期アクセス権が付属。

#### 真・三國無双 ORIGINS TREASURE BOX
2025年1月17日発売。Digital Deluxeのオフィシャルブック、原曲コンピレーションアルバムに加え、布製のポスター、外箱が付属。

### サウンドトラック

#### 真・三國無双 ORIGINS オリジナル・サウンドトラック コンプリート
2025年1月15日発売。ゲーム内で使用されたBGM97曲を4枚のCDに収録している。

### コラボレーション

#### サッポロ一番 真・三國無双 ORIGINS 成都式担担麺
サンヨー食品とのコラボ商品。カップ容器には随行武将である主人公、夏侯惇、孫尚香、趙雲がデザインされており、蓋は魏、呉、蜀に加え呂布や貂蝉が描かれた「呂」の四種類用意されている。